# Алегро з вогнем
«Алегро з вогнем» (рос. «Аллегро с огнём») — український радянський художній фільм, знятий у 1979 році режисером Володимиром Стрєлковим.

## Сюжет
У червні 1941 року фашисти спробували заблокувати Чорноморський флот в Севастополі, закидавши фарватер новими надсекретними магнітно-акустичними мінами. Для знешкодження цієї грізної зброї була створена особлива група професіоналів-мінерів, які ціною свого життя виконали складне завдання командування.

## У ролях
- Федір Валіков —  мічман Чалий
- Валентин Голубенко —  Степан Твердохліб
- Володимир Заманський —  Іванков
- Наум Кавуновський —  шкіпер
- Сергій Лосєв —  Рашевський
- Віктор Михайлов —  Макарін
- Жорж Новицький —  Ухов
- Сергій Полежаєв —  командувач
- Людмила Ярошенко —  Олена
- Юрій Богданов —  Павло Лук'яненко
- Василь Векшин —  заступник командувача
- Віктор Павловський — командир ОВРу
- Анатолій Бистров —  епізод
- Євген Казаков — начальник розвідки
- Аркадій Свідерський —  епізод

## Знімальна група
- Режисер-постановник: Владимир Стрєлков
- Автор сценарію: Олександр Молдавський
- Оператор-постановник: Георгий Козельков
- Художник-постановник: Галина Щербина
- Композитор: Едуард Хагагортян
- Художник по костюмах: Віолетта Ткач
- Редактор: Тамара Хміадашвілі